# Исследовательская станция Чарльза Дарвина

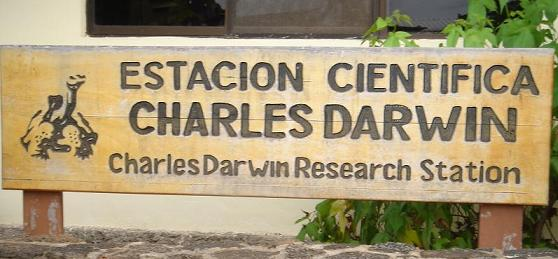
Табличка на входе в станцию

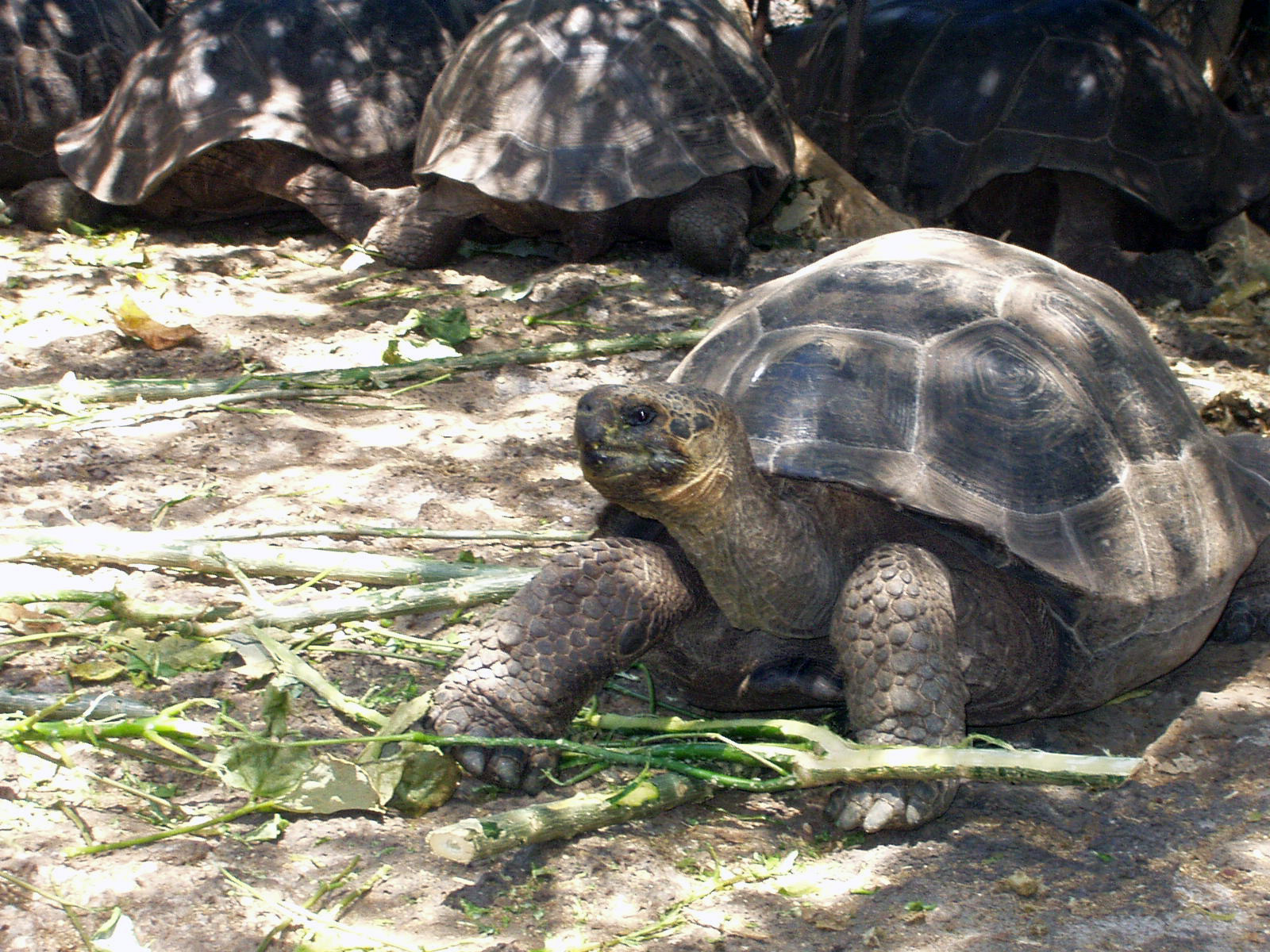
Галапагосские черепахи на станции

Исследовательская станция Чарльза Дарвина (исп. Estación Científica Charles Darwin, англ. Charles Darwin Research Station) — биологическая исследовательская станция, управляется Фондом Чарльза Дарвина. Станция расположена в городе Пуэрто-Айора на острове Санта-Крус (Галапагосские острова), с местными отделениями на островах Исабела и Сан-Кристобаль. Станция была основана в 1959 году.
На станции эквадорские и иностранные учёные исследуют уникальные экосистемы архипелага и работают над проектами по сохранению их флоры и фауны. Вместе с сотрудниками Национального парка Галапагос проводятся программы по поддержке живого мира островов, сохранению и восстановительному использованию природных ресурсов. Также на станции работает образовательный центр, где организованы образовательные курсы.